# Micromyrtus patula
Micromyrtus patula är en myrtenväxtart som beskrevs av Anthony R. Bean. Micromyrtus patula ingår i släktet Micromyrtus och familjen myrtenväxter. Inga underarter finns listade i Catalogue of Life.